# Ai Shimizu
Ai Shimizu (清水 愛 Shimizu Ai?,  Tokio, Japón, 26 de marzo de 1981) es una seiyū, actriz, cantante y luchadora profesional japonesa. También tiene una carrera como cantante bajo el auspicio de Lantis. Shimizu ha lanzado 14 singles y cuatro álbumes.

## Filmografía
El orden de esta lista es personaje y serie.
- Akari, Kono Minikuku mo Utsukushii Sekai
- Azuma Hatsumi, Yami to Boushi to Hon no Tabibito
- Ellis, El Cazador de la Bruja
- Elise Toudou, Seitokai no Ichizon
- Tomoko, Cosplay Complex
- Karen Onodera, Onegai Twins
- Kogure Yukina, Shugo Chara Doki
- Chinami Hashimoto, Ichigo 100%
- Mikoto Minagi, Mai-HiME
- Akite Kougo, Mahoromatic
- Tamao Suzumi, Strawberry Panic
- Ren, DearS
- Sawatari Mitsuki, Kore ga Watashi no Goshūjin-sama (He is my Master)
- Road Kamelot, D.Gray-man
- -, Girls Bravo
- -, Heat Guy J
- Ryoko, Jigoku Shōjo(Hell Girl)
- Suzuki Momoka, High School Girls
- Alice Arisugawa, Kagihime Monogatari ~ Eikyuu Alice Rinbukyoku
- Suzuka Tsukimura, Magical Girl Lyrical Nanoha (Mahō Shōjo Ririkaru Nanoha)
- Elizabeth, Seikon no Qwaser
- Hana Katsuragi, Seikon no Qwaser (Drama CD)
- Mitsuki Sanyō, Kyōkai Senjō no Horizon
- Ikuta Maki, "Kenkō Zenrakei Suieibu Umishō"
- Madoka Kōmoto, Hoshizora e Kakaru Hashi
- Mio Kisaki, Walkure Romanze (anime)
- Serafall Leviathan, High School DxD
- Ariel, Kore wa Zombie Desu ka?
- Kurakawa Akari/Rimyuel, Kami Nomi zo Shiru Sekai: Megami-Hen
- Komine Sachi, Grisaia no Kajitsu